# Wolfgarten
Wolfgarten ist der nordöstliche Stadtteil des in der Eifel gelegenen Schleiden im nordrhein-westfälischen Kreis Euskirchen. Im Dorf wohnen etwa 210 Personen.

## Geographische Lage
Wolfgarten liegt im Kermeter, einem Höhenzug in der Nordeifel im Nationalpark Eifel. Zu den größeren hiesigen Fließgewässern gehören der Lorbach und der Große Böttenbach, die nordnordwestlich und nördlich der Ortschaft entspringen und zum westlich befindlichen Urftstausee abfließen, sowie der Eselsbach, der östlich des Dorfs entspringt und zum östlich verlaufenden Rotbach fließt. Am südöstlichen Ortsrand stand auf der höchsten (namenlosen) Erhebung des Kermeters (527,8 m ü. NHN) der ehemalige Feuerwachturm Wolfgarten, der als Aussichtsturm diente (nach Brand am 13. Juni 2017 eingestürzt), sowie am nordöstlichen und östlichen die Forsthäuser Mariawald und Wolfgarten.

## Geschichte
Gegründet wurde Wolfgarten um 1470 als Erbpachthof unter der Oberhoheit von Jülich, ist Ursprungsort der Familie Wolfgarten, die sich auch Wolffgarten u. ä. schrieb.
Anfang des 19. Jahrhunderts gehörte Wolfgarten zur Mairie Gemünd. 
Aufgrund des § 9 des Aachen-Gesetzes wurde der Ort zusammen mit der Stadt Gemünd am 1. Januar 1972 in die neue Stadt Schleiden eingegliedert.

## Verkehr
Durch Wolfgarten verläuft die L 249. Die nächsten Autobahnanschlussstellen sind Bad Münstereifel / Mechernich an der A 1 und Aachen-Lichtenbusch an der A 44.
Der öffentliche Personennahverkehr wird durch die Busse des Rurtalbus mit der AVV-Linie 231 sichergestellt. Bis zum 31. Dezember 2019 wurde diese Linie vom BVR Busverkehr Rheinland bedient. Zusätzlich verkehrt die VRS-Linie 895 der RVK als TaxiBus.
| Linie | Betreiber | Verlauf |
| ----- | --------- | --- |
| 231   | Rurtalbus | Froitzheim – Ginnick – Embken – Wollersheim – Vlatten – Heimbach Bf – (Hasenfeld – Schwammenauel – Kermeter – Urfttalsperre/Hastenbach / Abtei Mariawald) / (Hergarten – Düttling) – Wolfgarten – Gemünd – Nierfeld – Olef – Schleiden |
| 895   | RVK       | MiKE / AST-Verkehr: Wolfgarten – Gemünd – Urftsee |